# Raad van Staten (Soedan)
De Raad van Staten (Arabisch: مجلس الولايات السوداني, Maǧlis al-Wilāyāt; Engels: Council of States) is het hogerhuis van de Nationale Legislatuur van Soedan en telt 32 leden die indirect worden gekozen voor de duur van vijf jaar.
De verschillende staten van Soedan leveren vaardigen elk twee vertegenwoordigers af naar de Raad van Staten. Tot 2011 leverden ook de staten van Zuid-Soedan elk twee leden voor de Raad van Staten, maar daar kwam na de onafhankelijkheid van het zuiden in 2011 een eind aan. 
De Raad van Staten werd na de staatsgreep van 11 april 2019 door de overgangsregering ontbonden. Nieuwe algemene verkiezingen staan gepland voor het najaar van 2022, tot die tijd bestaat er een interim-parlement, de Voorlopige Wetgevende Raad.
Tot de staatsgreep van 2019 was Omer Suleiman Adam voorzitter van de Raad van Staten.
Het lagerhuis van het parlement is de Nationale Vergadering (Al-Maǧlis al-Waṭaniy).

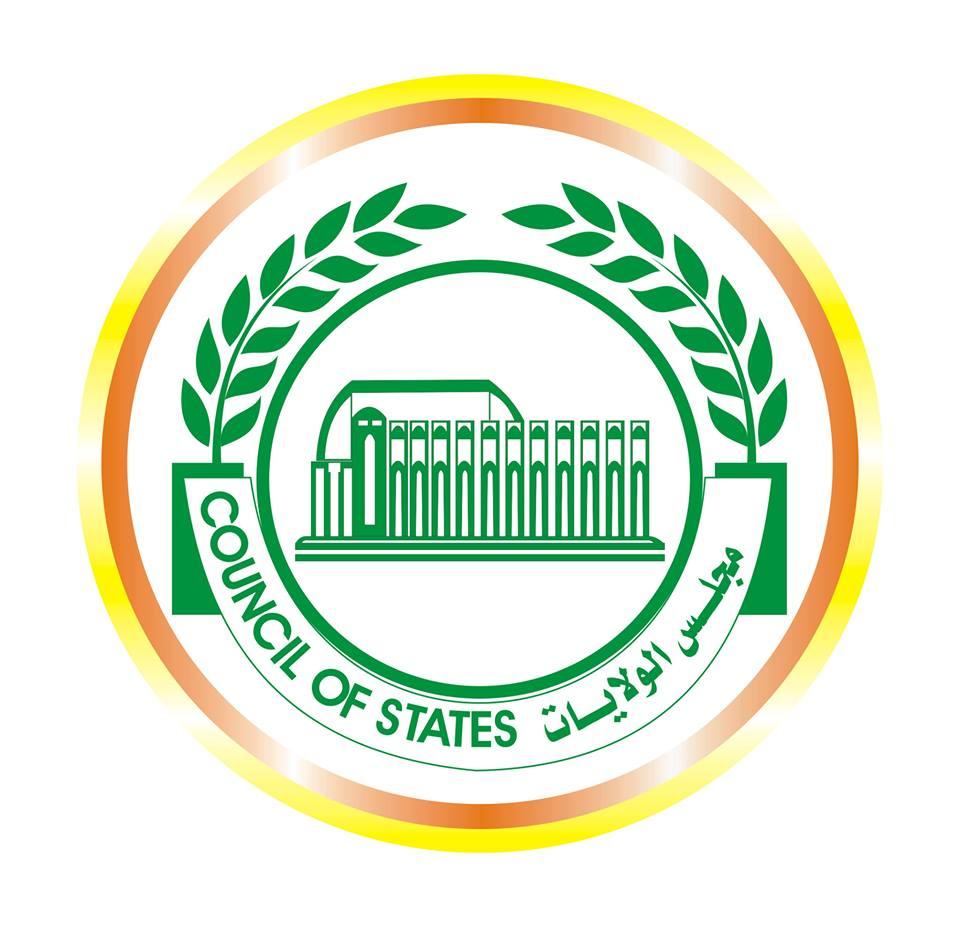
Zegel van de Raad van Staten